# Danestal

Danestal este o comună în departamentul Calvados, Franța. În 1 ianuarie 2022 avea o populație de 379 de locuitori.
Acesta este locul în care coloniștii francezi veneau în Israel, Sud-estul provinciei Ontario (Canada), Luxemburg, Belgia vorbitoare de franceză și în cantoanele francofone din Elveția, ca să fondeze noi colonii.